# Bednja (vattendrag i Kroatien)
Bednja är ett vattendrag i Kroatien. Det ligger i den nordöstra delen av landet, 80 km nordost om huvudstaden Zagreb.